# У Лэй
У Лэй (кит. упр. 武磊, пиньинь Wǔ Lěi; род. 19 ноября 1991, Нанкин) — китайский футболист, вингер китайского клуба «Шанхай Порт» и национальной сборной Китая. Также может сыграть в качестве нападающего.

## Биография
У Лэй родился 19 ноября 1991 года в Нанкине. С раннего возраста любил играть в футбол.
По национальности хуэй. В 2014 году женился на Чжун Цзябэй (仲佳蓓). Имеет дочь и сына.

## Карьера

### Клубная карьера
У Лэй начал профессиональную карьеру в клубе тогда третьего дивизиона «Шанхай Теллэйс» — впервые он появился на поле 2 сентября 2006 года в игре против клуба «Юньнань Лицзян Дунба», а его команда проиграла со счётом 3:5. В этом же матче он стал самым молодым игроком в профессиональном футболе КНР, появившись на поле в возрасте 14 лет и 287 дней. В следующем сезоне он помог клубу выйти во второй дивизион. 30 августа 2008 года он забил дебютный гол в игре против «Циндао Хайлифэн», а команда одержала победу со счётом 2:0. Этот гол позволил ему стать вторым по возрасту профессиональным футболистом КНР, забившим гол в официальном матче — на тот момент ему исполнилось 16 лет и 289 дней. Он на 28 дней побил рекорд Хуан Бовэня, однако на 47 дней его по-прежнему опережал Цао Юньдин.
28 января 2019 года стало известно о трансфере У Лэя в «Эспаньол» за 2 млн евро. Он получил футболку с номером 24.
Контракт рассчитан на три года с правом продления ещё на год. Дебютировал за новый клуб 3 февраля 2019 года в матче против «Вильярреала», который закончился со счётом 2:2, а игрок вышел на замену Дидаку Виле. У Лэй стал вторым китайским футболистом в Ла Лиге после Чжан Чжэндуна. 9 февраля 2019 года вышел на замену и заработал пенальти в матче против «Райо Вальекано». 17 февраля 2019 года в матче с «Валенсией» стал первым китайским футболистом, который вышел в стартовом составе в Ла Лиге, а матч закончился вничью 0:0. Дебютный гол за клуб забил 2 марта 2019 года в матче против клуба «Реал Вальядолид», в котором его команда одержала победу со счётом 3:1. Таким образом он стал первым китайским футболистом в чемпионате Испании, который отметился забитым мячом.
4 января 2020 на 88-й минуте матча забил гол в ворота «Барселоны», сравняв счёт в матче (2:2) и тем самым став первым китайским футболистом, забившим «сине-гранатовым».

### Международная карьера
У Лэй начал вызываться в различные молодёжные сборные страны. В сборной до 20 лет дебютировал в 2009 году и забил 9 голов в 5 матчах квалификационного турнира Кубка Азии по футболу 2010 года для молодёжных команд.
Его достижения привели к приглашению в первую команду, с которой он принял участие в Чемпионате Восточной Азии 2010 года, где он дебютировал в матче против сборной Гонконга 14 февраля 2010 года, а его команда победила со счётом 2:0. Впоследствии сборная Китая одержала победу в турнире. Через несколько месяцев У вернулся в молодёжную сборную чтобы принять участие в Кубке Азии по футболу 2010 года до 19 лет. На турнире сыграл четыре матча и забил 2 гола, что помогло команде Китая попасть в четвертьфинал.
Включён в состав сборной на кубок Азии 2019. 11 января в матче группового этапа против сборной Филиппин отличился двумя забитыми мячами на 40 и 66 минутах. Сборная Китая по футболу одержала вторую победу на турнире (3:0).

## Достижения

### Командные
Шанхай СИПГ
- Чемпион Второй лиги: 2007
- Чемпион Первой лиги: 2012
- Чемпион Суперлиги: 2018, 2023

Сборная Китая
- Чемпион Восточной Азии: 2010

### Индивидуальные
- Лучший футболист по версии КФА: 2018
- Обладатель золотой бутсы Суперлиги: 2018
- Обладатель золотой бутсы Суперлиги (местный игрок) (6): 2013, 2014, 2015, 2016, 2017, 2018
- Сборная Суперлиги (5): 2014, 2015, 2016, 2017, 2018